# 切尔塔诺沃南区
切尔塔诺沃南区（俄語：район Чертаново Южное）是莫斯科南行政区的一区，面积9.38平方公里，人口156,092人。杨格尔院士街站、安尼诺站、森林公园站、红色建筑工人站和波克罗夫斯科耶站位于该区内。